# Adetus linsleyi
Adetus linsleyi là một loài bọ cánh cứng trong họ Cerambycidae.